# Lisvane
Llys-faen
Lisvane (appellation anglaise) ou Llys-faen (appellation galloise) est une communauté de la cité et comté de Cardiff, au pays de Galles.
Administrée par un conseil de communauté et située au nord du Centre-Ville, elle est considérée comme une banlieue résidentielle aisée de l’agglomération de Cardiff. Selon le recensement de 2011, la communauté compte 3 707 habitants.

## Géographie
La communauté prête son nom à une section électorale homonyme à partir de 1995 aux élections du conseil de Cardiff. Avant cette date, Lisvane and Saint Mellons (en) était la circonscription en vigueur.

## Démographie
La communauté compte 3 707 habitants selon le recensement de 2011.

## Culture locale et patrimoine

### Personnalités liées à la communauté
- Dave Edmunds (1944), chanteur, guitariste et producteur de musique, qui a vécu dans le village.
- Alun Hoddinott (1929-2008), compositeur, qui vit à Lisvane jusqu’à sa mort.
- Gwilym Jones (1947), homme politique du Parti conservateur, ministre au bureau gallois de 1994 à 1997, habitant de la communauté.
- Robert Rogers, baron Lisvane (1950), haut fonctionnaire et pair viager, greffier des Communes de 2011 à 2015.
- Rhys Griffiths (1980), footballeur ayant grandi à Lisvane.
- Luke Rowe (1990), coureur cycliste.

### Sources
- (en) Cet article est partiellement ou en totalité issu de l’article de Wikipédia en anglais intitulé « Lisvane » (voir la liste des auteurs).

1. ↑  « Lisvane Parish: Local Area Report », sur le site de Nominis (données du recensement de 2011) [lire en ligne].